# Ingela Agardh
Ingela Gunnel Elisabeth Agardh, född Mothander den 27 oktober 1948 i Sundsvall, död 17 juni 2008 i Malmköping, var en svensk journalist och programledare i TV.

## Biografi
Ingela Agardh examinerades 1970 från en av Sveriges journalisthögskolor och blev 1971 reporter på Sveriges Radio i Sundsvall. 1977 började hon på Radio Göteborg. 1979 återvände hon till Sundsvall varpå hon 1980 blev studioreporter och programledare på Sveriges Televisions Aktuellt-redaktion i Stockholm. Hon var även programledare för eftermiddagsprogrammet Hemma och gjorde täta inhopp som programledare för SVT:s Gomorron Sverige samt medverkade som tävlande i frågesportprogrammet På spåret där hon tillsammans med Stefan Holm vann år 2003 och blev tvåa med en poängs marginal 2004. De sista åren var hon verksam som moderator och konferensledare i olika sammanhang.
I sin bok Den största nyheten (2008) berättade Agardh om sin, på äldre dagar, nyfunna kristna tro. Även tidigare hade hon talat om detta.
Hon avled 59 år gammal 2008 i bröstcancer.

### Privatliv
Agardh var dotter till civilingenjör Arne Mothander och Gunnel Markström. Hon gifte sig 1982 med Veijo Agardh.

## Filmografi
- 1995 - Som krossat glas i en hårt knuten hand (som sig själv)
- 2001 - Reuter & Skoog (TV-serie) (som sig själv, ett avsnitt)